# Glandieu
Glandieu ist eine ehemalige französische Gemeinde mit 300 Einwohnern im Département Ain in der Region Auvergne-Rhône-Alpes. Der nördliche Teil von Glandieu gehört zur Gemeinde Saint-Benoît. Der südliche Teil gehört zu dem von Brégnier-Cordon. Neben dem Wasserfall ist Glandieu auch für seine Höhle und seinen See bekannt.

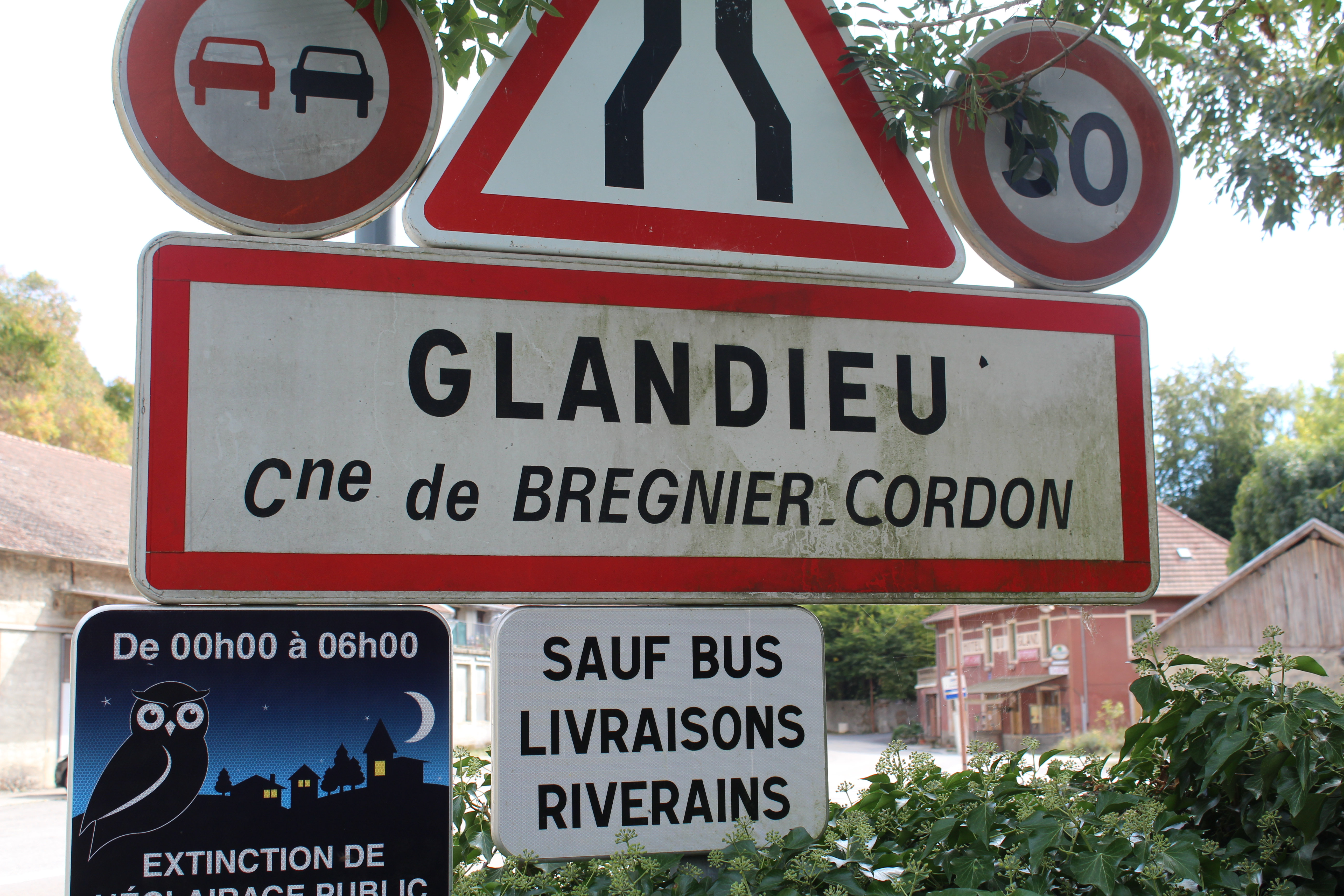
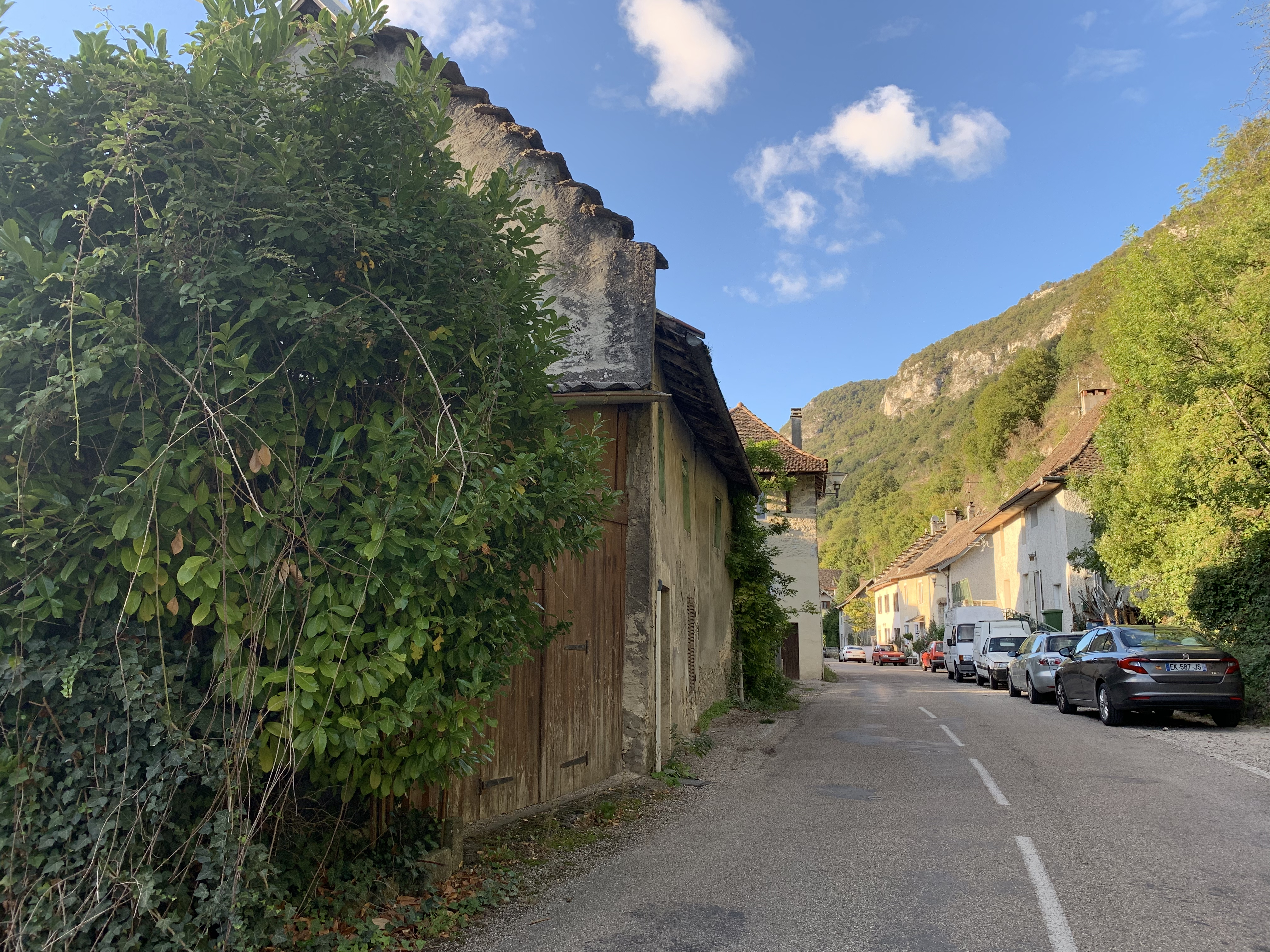